# Cocathédrale Saint-Flavien de Recanati
 (septembre 2019).
Si vous disposez d'ouvrages ou d'articles de référence ou si vous connaissez des sites web de qualité traitant du thème abordé ici, merci de compléter l'article en donnant les références utiles à sa vérifiabilité et en les liant à la section « Notes et références ».
La cathédrale de Recanati est une église catholique romaine de Recanati, en Italie. Il s'agit d'une cocathédrale du diocèse de Macerata-Tolentino-Recanati-Cingoli-Treia.

## Histoire et description des lieux
La cathédrale primitive fut construite avant l'an mille ; de celle-ci, il ne reste que quelques traces dans la crypte actuelle. Traditionnellement dédiée à San Flaviano, elle est attribuée au Patriarche de Constantinople dont sont conservées les reliques venues de Giulianova. Des historiens estiment qu’il s’agirait d’un culte envers la figure de San Flaviano de Ricina qui fut le premier évêque de la cité romaine de Helvia Recina sur les vestiges de laquelle fut construite Recanati au VIe siècle.

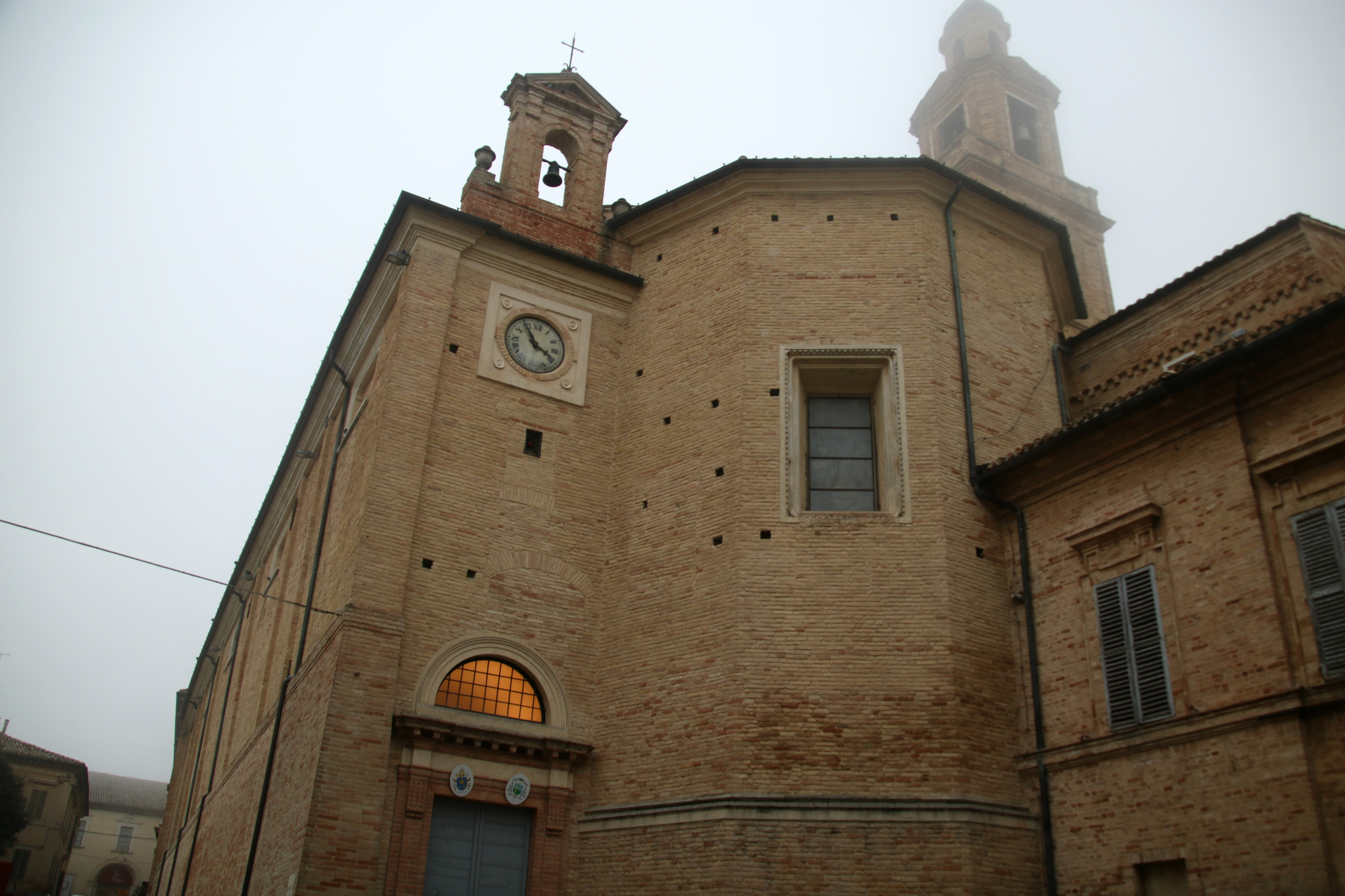
Extérieur de la cathédrale San Flaviano

Au début du XIIIe siècle fut édifiée une nouvelle église, reconstruite par la suite par le cardinal Angelo da Bevagna entre 1389 et 1412. La structure fut plusieurs fois remaniée et embellie : particulièrement précieux est le plafond à caissons, mis en œuvre en 1620. L'abside fut enrichie de stucs et de fresques en 1650 : à cette occasion ont été peints Le Martyre de San Flaviano, Le Martyre de sainte Paoline, L'Annonciation, La translation de la sainte Maison de Lorette et La Nativité de la Vierge.
Dans la crypte sont présentes les sépultures de différents évêques de Recanati. Mais c'est dans la cathédrale-même que sont exposées les tombes de l'évêque Nicolò dall'Aste da Forlì, qui voulut la grande basilique de la Santa Casa de Lorette, et du pape Grégoire XII, dernier pape à n’avoir pas été enterré à Rome.
Les deux orgues datent du début du Novecento, provenant de l'église du Sacré-Cœur de Macerata et transférées en 1995 par Alessandro Girotto, qui les inséra dans la caisse historique des Nacchini de droite :
Attenant à la basilique se trouve le vieux palais épiscopal, qui, après des décennies d’abandon, est, depuis 1957, le siège du musée diocésain.

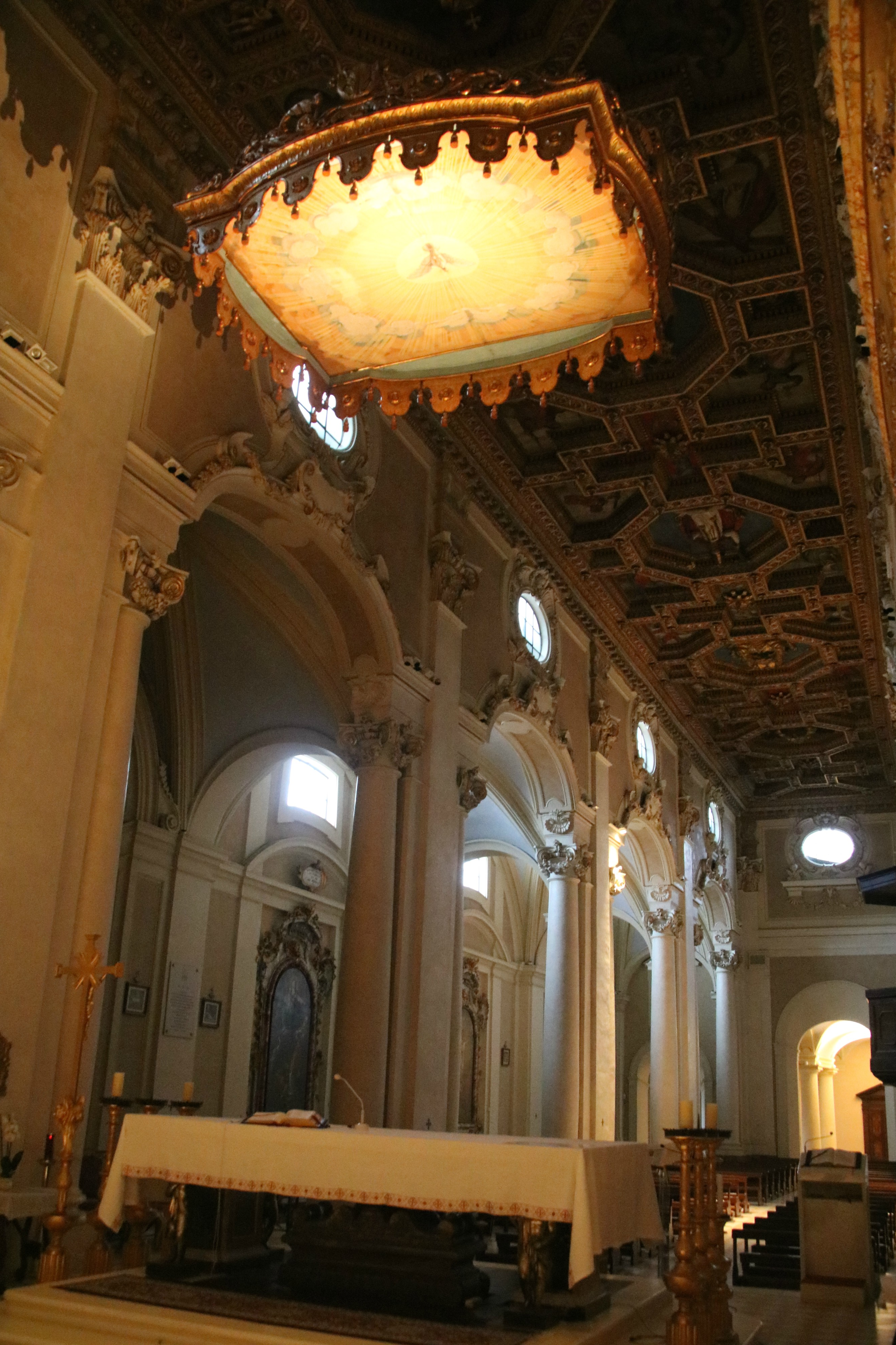
Partie de l'intérieur de la cathédrale
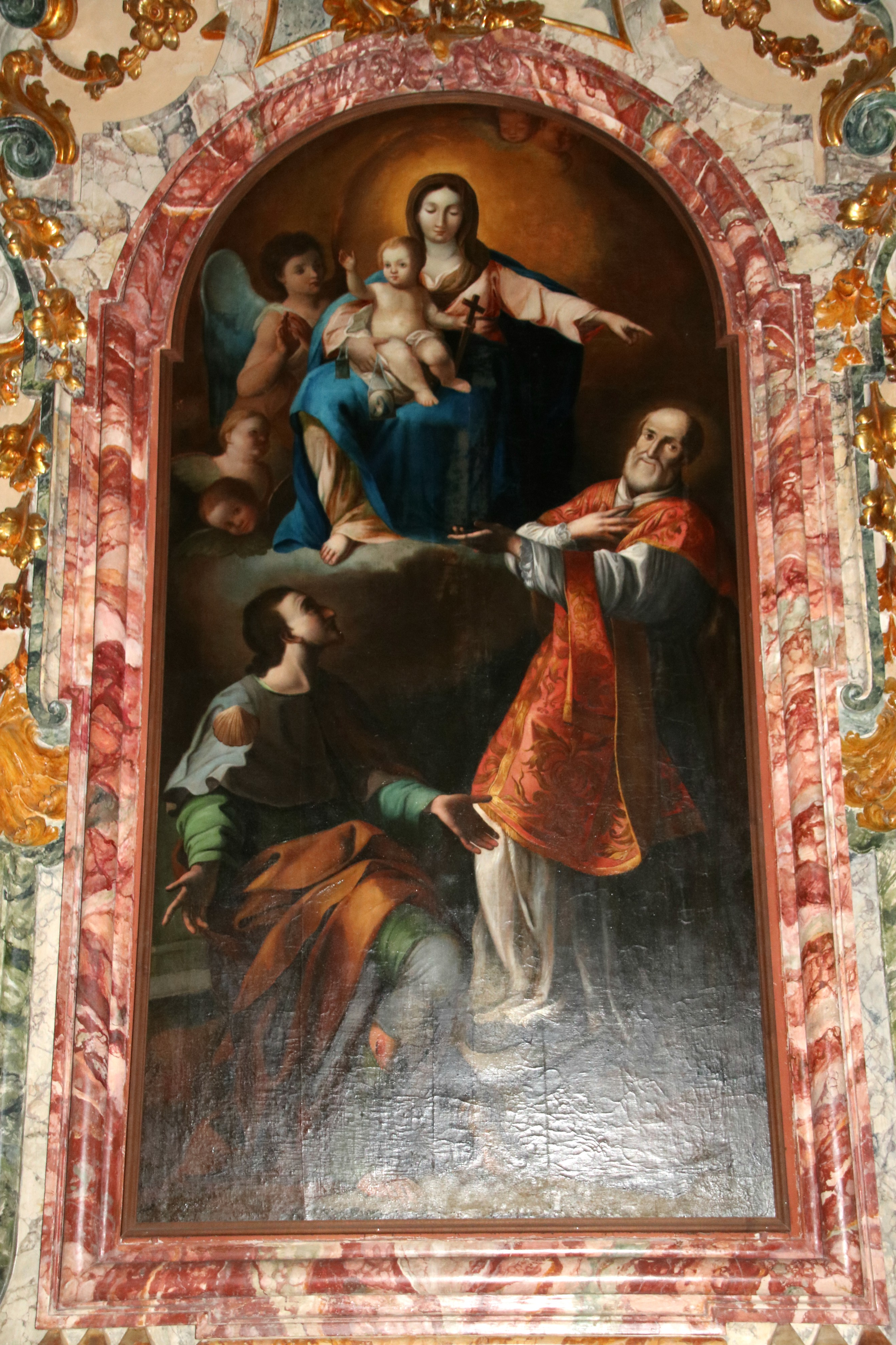
Madone à l’Enfant avec saint Roch et saint Philippe Neri, 1re moitié du XVIIe, Giovanni Antonio Carosio
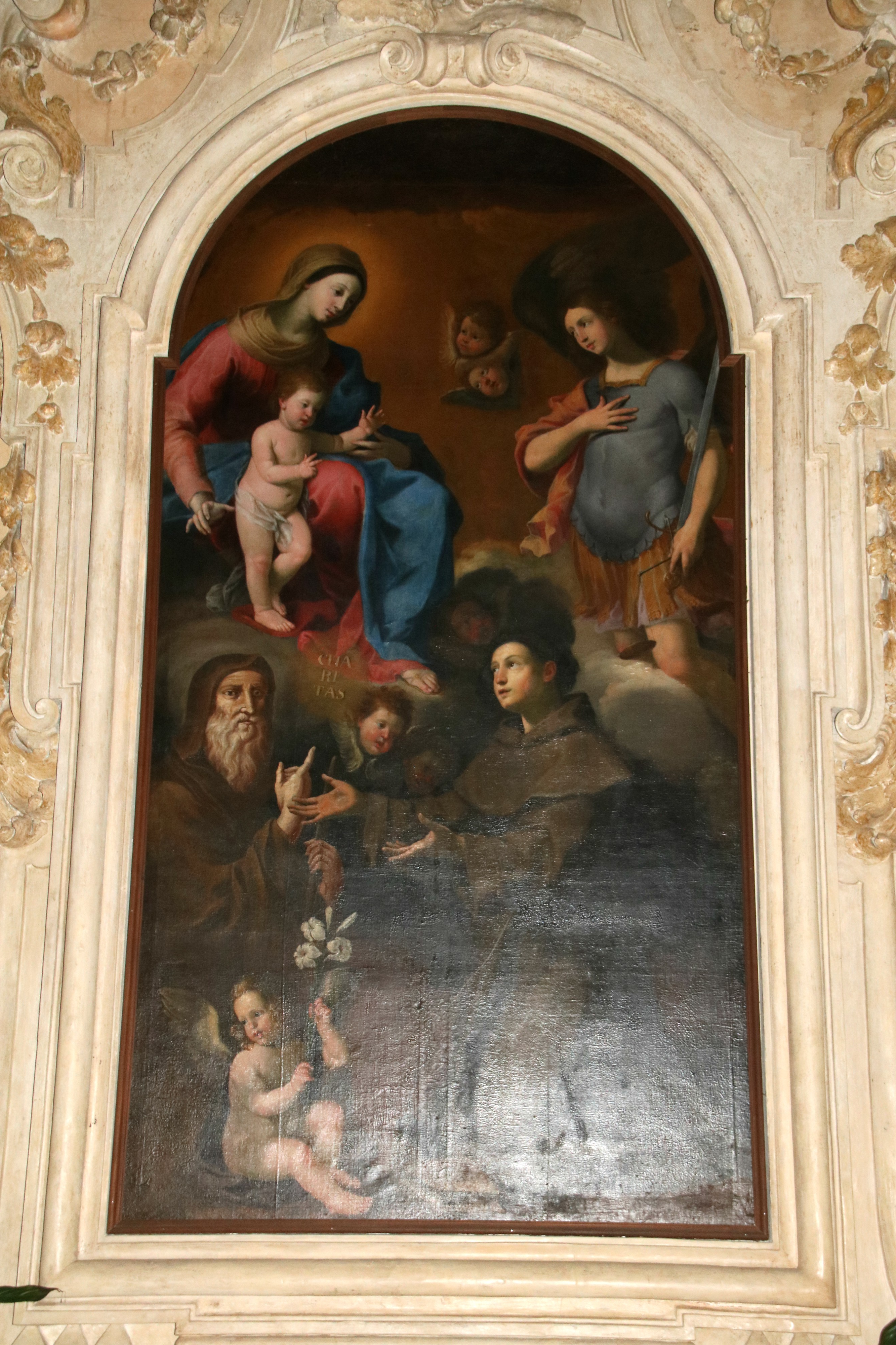
Madone à l’Enfant avec l’Archange saint Michel, saint Antoine de Padoue et saint François de Paola, moitié du XVIIe siècle. Giovanni Antonio Carosio
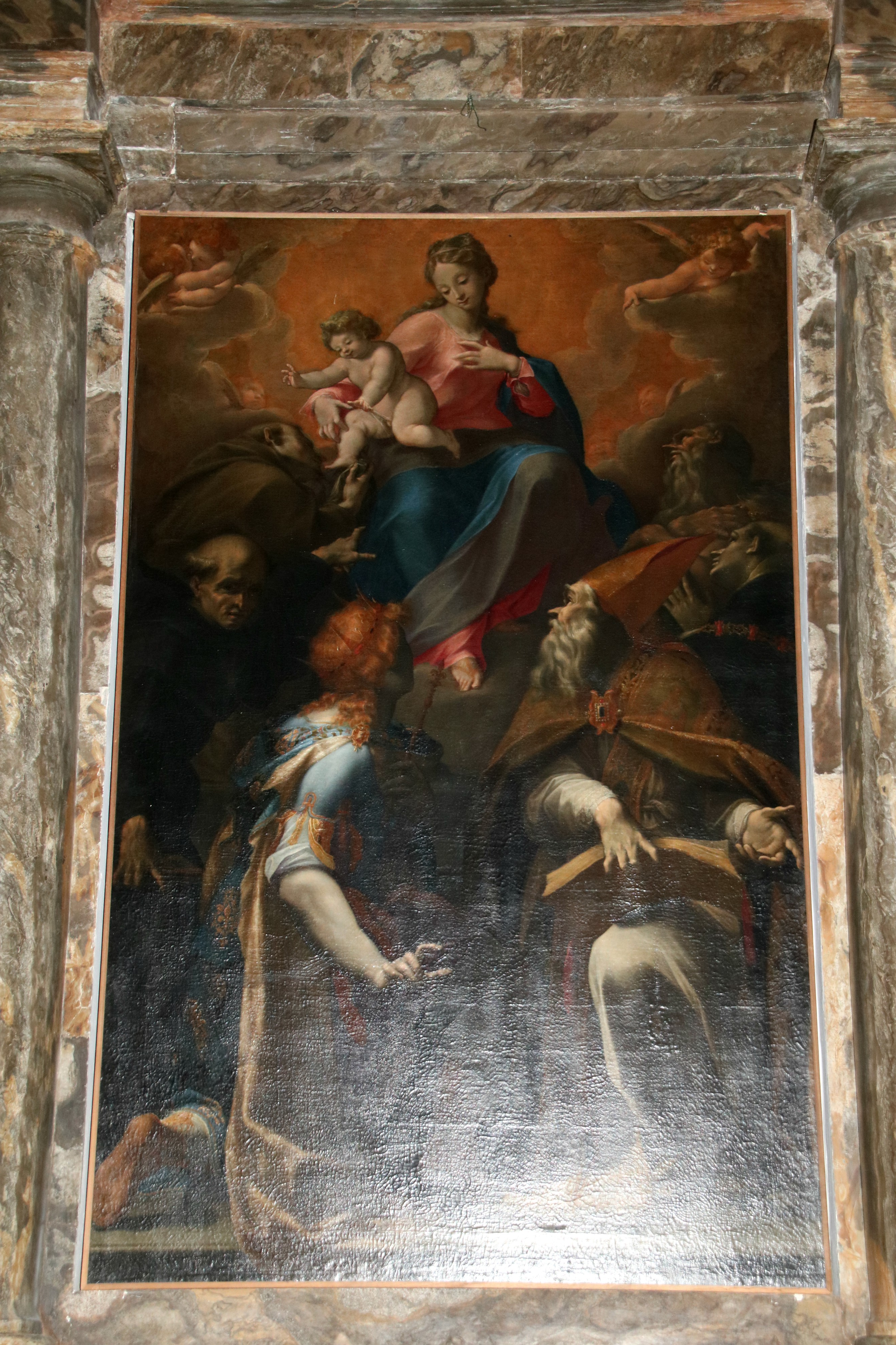
Madone à l’Enfant et saints Louis IX, Ubaldo, Onesifore, François d’Assise, Nicolas de Tolentino et Thomas d’Aquin, début XVIIe, G.A.Scaramuccia
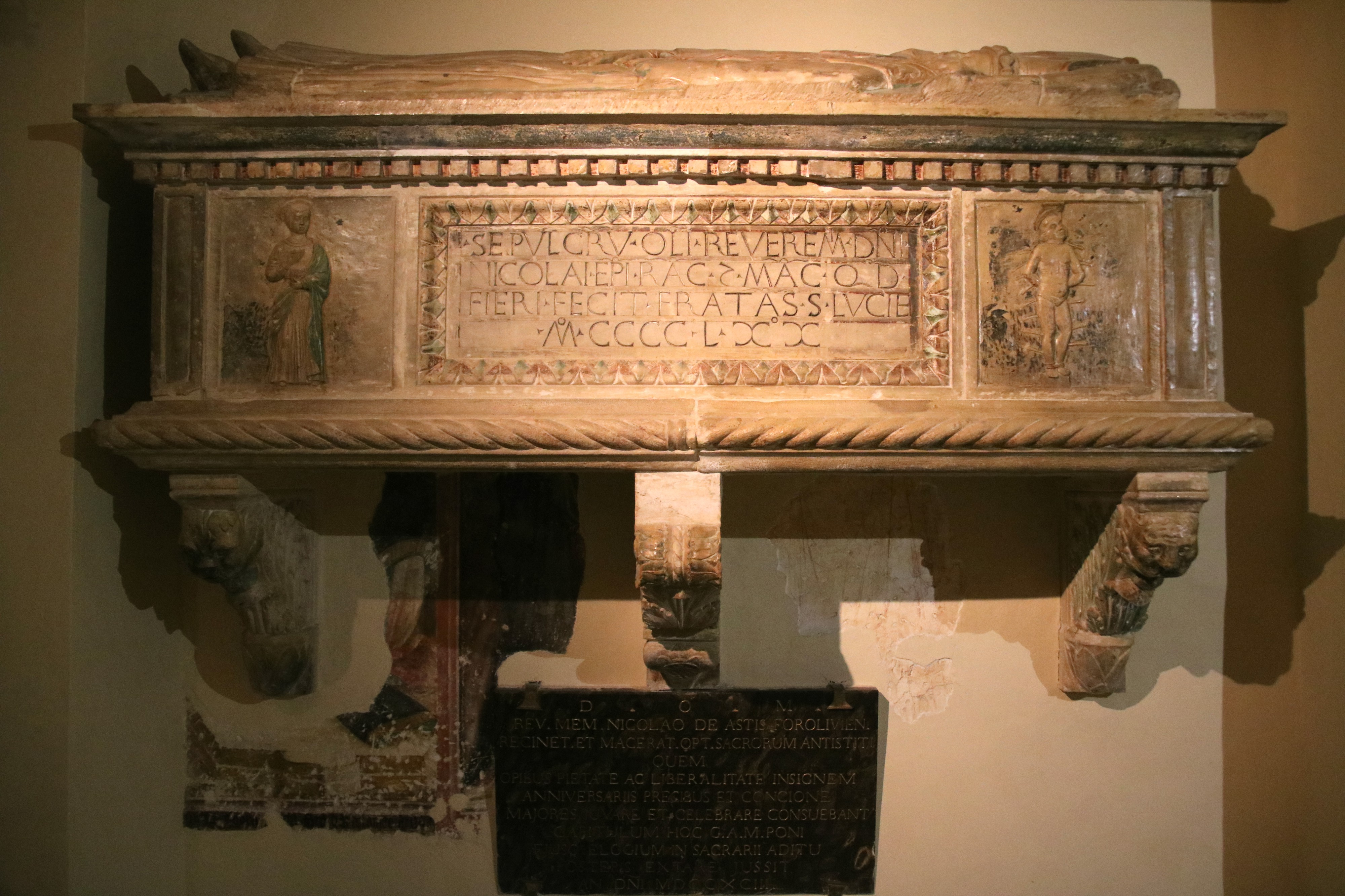
Sarcophage de Nicolo’ dell’Aste (1469)
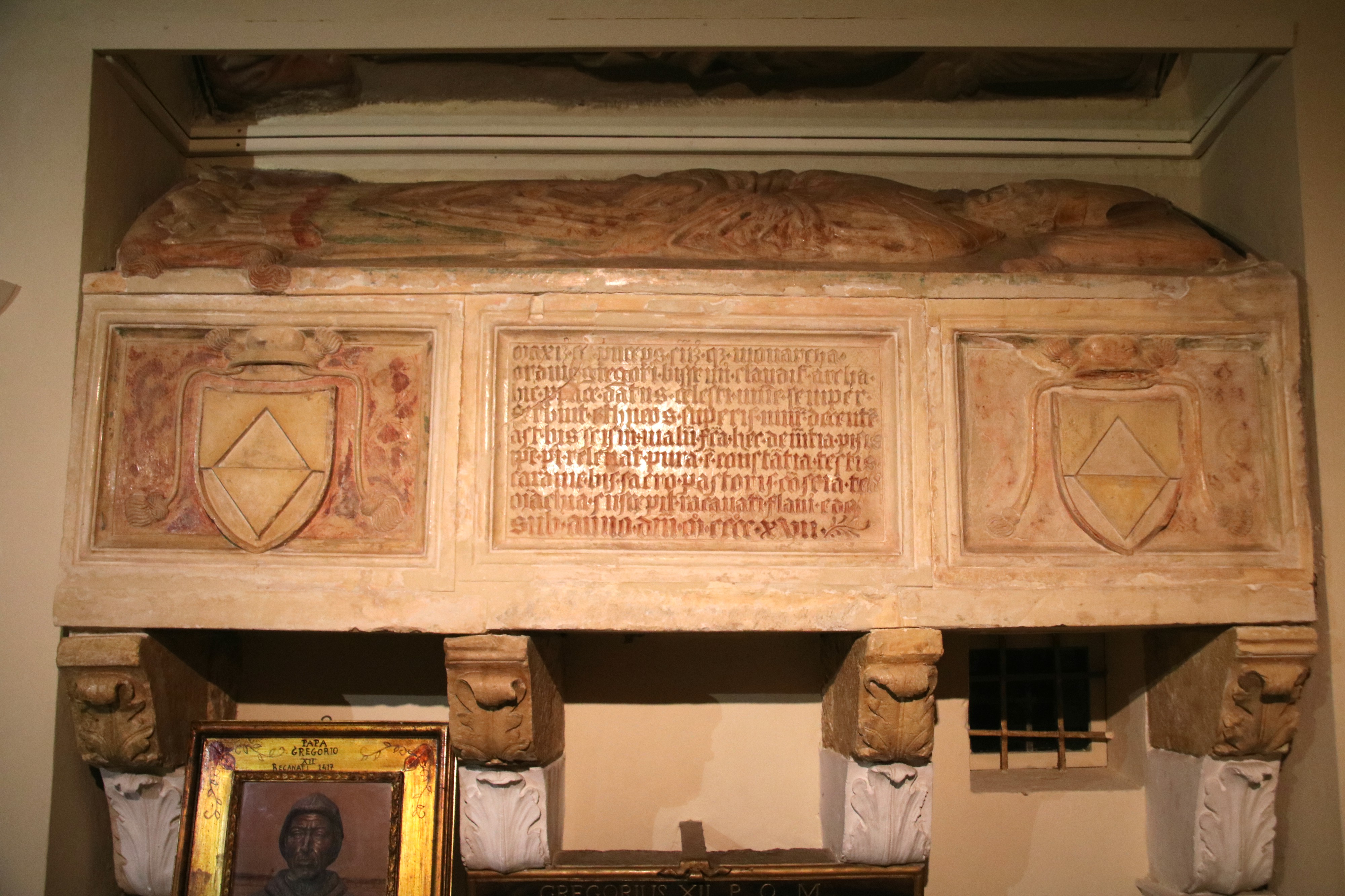
Sarcophage du pape Grégoire XII